# Châtres-la-Forêt
Châtres-la-Forêt ist eine Ortschaft und eine Commune déléguée in der französischen Gemeinde Évron mit 782 Einwohnern (Stand: 1. Januar 2022) im Département Mayenne in der Region Pays de la Loire. Die Einwohner werden Castériens genannt.
Die Gemeinde Châtres-la-Forêt wurde am 1. Januar 2019 mit Évron und Saint-Christophe-du-Luat zur Commune nouvelle Évron zusammengeschlossen. Sie hat seither den Status einer Commune déléguée. Die Gemeinde Châtres-la-Forêt gehörte zum Arrondissement Mayenne und zum Kanton Évron.

## Geographie
Châtres-la-Forêt liegt etwa 26 Kilometer ostnordöstlich von Laval am Flüsschen Places. Umgeben wurde die Gemeinde Châtres-la-Forêt von den Nachbargemeinden Évron im Norden und Osten, Sainte-Suzanne im Südosten, Chammes im Süden, Saint-Léger im Südwesten, Livet im Westen sowie Saint-Christophe-du-Luat im Westen und Nordwesten.

## Bevölkerungsentwicklung
| Jahr                       | 1962 | 1968 | 1975 | 1982 | 1990 | 1999 | 2006 | 2013 |
| Einwohner                  | 356  | 348  | 428  | 526  | 598  | 641  | 752  | 791  |
| Quellen: Cassini und INSEE |      |      |      |      |      |      |      |      |

## Sehenswürdigkeiten
- Kirche Saint-Martin
- Kapelle von Le Torticolis
- Schloss Montecler (auf der Grenze zur Gemeinde Saint-Christophe-du-Luat)

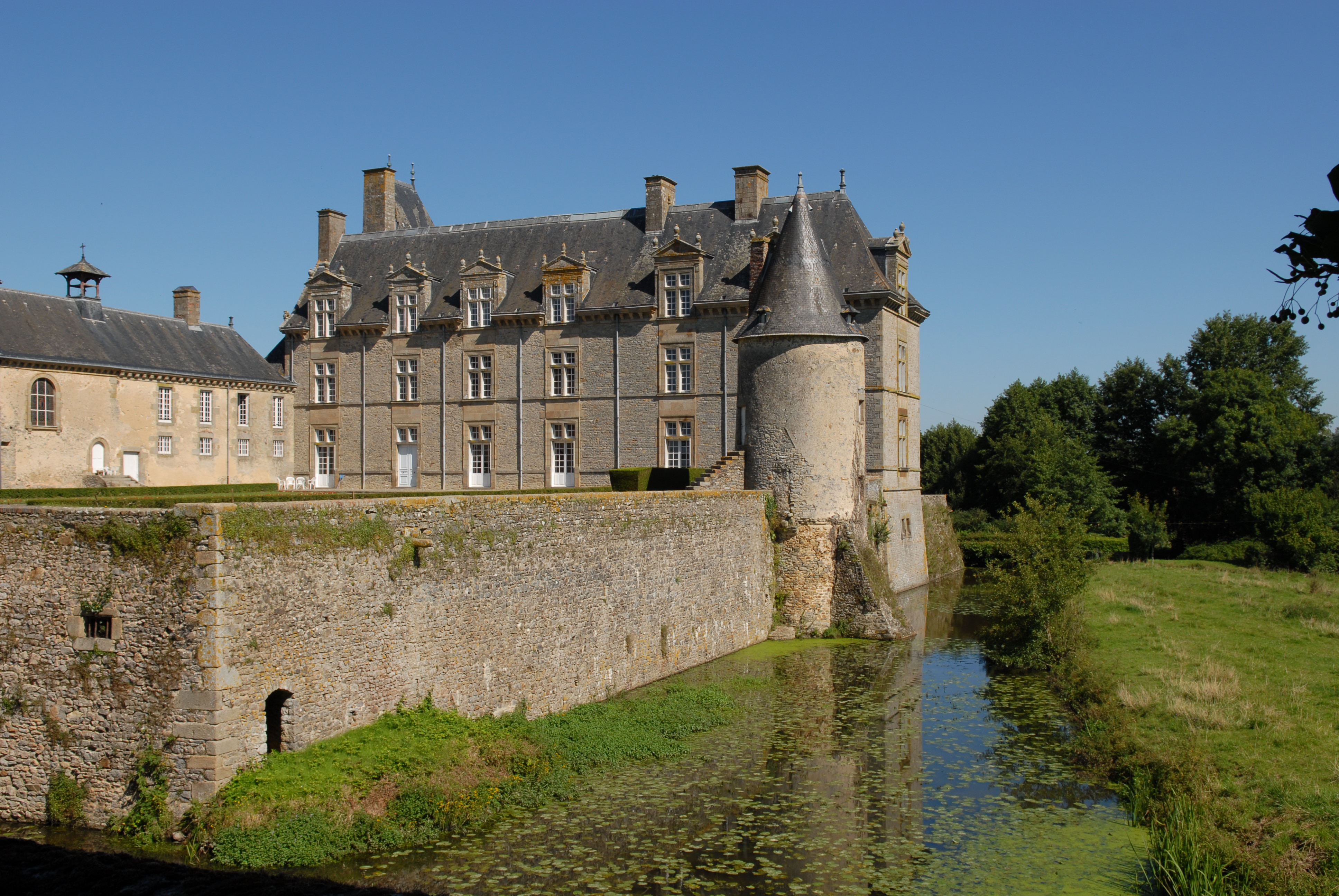
Schloss Montecler